# In Old Arizona
In Old Arizona este un film western american realizat în 1928 în perioada Pre-Cod, regizat de Irving Cummings, nominalizat pentru cinci premii Oscar, inclusiv pentru cel mai bun film. Filmul, bazat pe personajul lui Cisco Kid din povestea „The Caballero's Way” de O. Henry, a fost o inovație majoră la Hollywood. A fost primul mare film western care a folosit noua tehnologie de sunet și primul vorbit care a fost filmat în aer liber. A folosit locații autentice, filmând în Parcul Național Bryce Canyon și Parcul Național Zion din Utah, Misiunea San Juan Capistrano și Deșertul Mojave din California. Filmul a avut premiera la Los Angeles pe data de 25 decembrie 1928 și a avut lansarea generală fie la 28 decembrie 1928, fie la 20 ianuarie 1929.
In Old Arizona a contribuit la crearea imaginii cowboy-ului care cânta, interpretul acestuia, Warner Baxter, cântând pe alocuri. Baxter a câștigat premiul Academiei pentru cel mai bun actor pentru performanța sa. Alte nominalizări au inclus cele pentru cel mai bun regizor pentru Irving Cummings, cel mai bun scenariu adaptat pentru Tom Barry, cea mai bună imagine pentru Arthur Edeson și cel mai bun film.

## Prezentare
În Arizona, un bandit cunoscut sub numele de The Cisco Kid jefuiește o trăsură. Despre această faptă află sergentul Micky Dunn, căruia îi revine sarcina de a-l prinde pe Cisco Kid mort sau viu, cu o recompensă promisa de 5.000 de dolari dacă această încercare reușește. Cei doi se întâlnesc într-o frizerie, deși Dunn nu știe despre adevărata identitate a lui Cisco Kid și îl consideră ca fiind un civil prietenos. Când pleacă, fierarul local îi spune că acela era Cisco Kid, spre disperarea lui Dunn. 
Cisco Kid se află într-o relație cu Tonia Maria și o vizitează adesea. O iubește, dar ea are aventuri frecvente cu alți bărbați fără ca Cisco să știe asta. Dunn și Maria se întâlnesc și încep o aventură. Dunn îi spune Mariei că, odată ce îl prinde pe Cisco Kid, îi va da recompensa de 5.000 de dolari Mariei, făcându-o pe aceasta să se îndrăgostească de el. Ei își exprimă dragostea unul pentru celălalt, în timp ce Cisco Kid îi privește și ascultă în secret, în apropiere, aflând despre trădarea ei.
Ea îi scrie o scrisoare secretă lui Dunn spunându-i să vină în seara aceea să-l prindă pe Cisco Kid înainte ca acesta sa scape. Cu toate acestea, Cisco Kid găsește această scrisoare și o înlocuiește cu o scrisoare falsă „de la Maria”" pe care a scris-o el. În scrisoarea lui spune că va fi îmbrăcat în hainele Mariei în încercarea de a se ascunde de Dunn, în timp ce Maria este de fapt în hainele lui Cisco Kid. Dunn primește această scrisoare falsă, crezând că este de la Maria. Când Cisco Kid își părăsește casa, Dunn o împușcă pe Maria, crezând că ea este deghizată ca Cisco Kid. Mai târziu, Cisco Kid se lamentează că „zilele de flirt ale [Mariei] s-au terminat, iar ea se poate liniști în cele din urmă”. Apoi fuge.

## Distribuție
- Warner Baxter în rolul The Cisco Kid
- Edmund Lowe în rolul sergentului Mickey Dunn
- Dorothy Burgess în rolul Toniei Maria

## Producția
Raoul Walsh urma sa regizeze filmul și să joace rolul lui Cisco Kid, dar a trebuit să abandoneze proiectul după ce un iepure a sărit printr-un parbriz al vehiculului pe care îl conducea, lucru care l-a costat pe Walsh un ochi. După aceasta întâmplare a trebuit să poarte un plasture pentru tot restul vieții. Walsh nu a mai jucat niciodată în nici un film, dar și-a continuat cariera ilustră de regizor de film.

## Conservare
Arhiva de Film a Academiei a conservat In Old Arizona în 2004.